# Sjerp

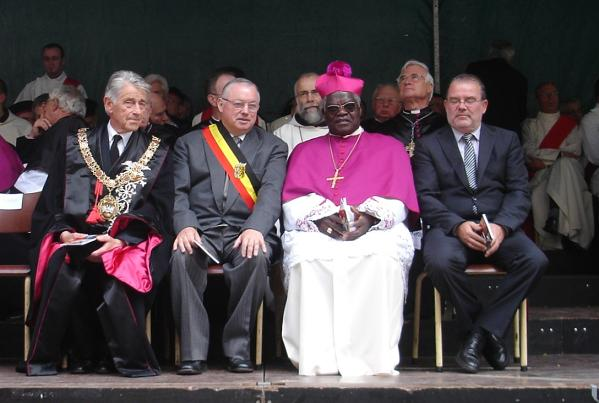
Schoudersjerp

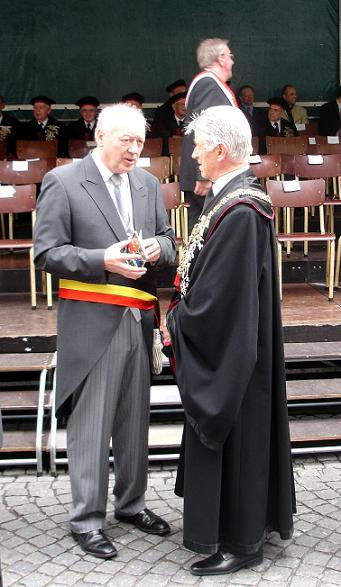
Burgemeestersjerp.

Een sjerp is een brede, gekleurde band die vaak gedragen wordt als een waardigheidsteken. 
Een sjerp kan over de schouder worden gedragen of rondom de lenden. Bij hoogwaardigheidsbekleders is het gebruikelijk dat de sjerp de kleuren heeft van het land. 
Niet alleen hoogwaardigheidsbekleders, maar ook andere personen dragen soms een sjerp. Geestelijken van de Rooms-Katholieke Kerk dragen soms een sjerp in de kleur van hun hiërarchische status. Ook winnaars van een missverkiezing krijgen een sjerp waarop staat welke titel ze gewonnen hebben. Hetzelfde geldt voor sommige sporters en dieren die een wedstrijd winnen.

## Officiële functies

### België
Belgische burgemeesters hebben bij officiële gebeurtenissen altijd een sjerp met de Belgische kleuren om. Sinds 2020 mogen Vlaamse burgemeesters vrij beslissen of zij een tricolore Belgisch lint of een tweekleurig Vlaams lint dragen. Deze mogelijkheid bestond al eerder voor schepenen. Een Nederlandse burgemeester zal in dergelijke situaties een ambtsketen dragen.

#### Voorbeelden

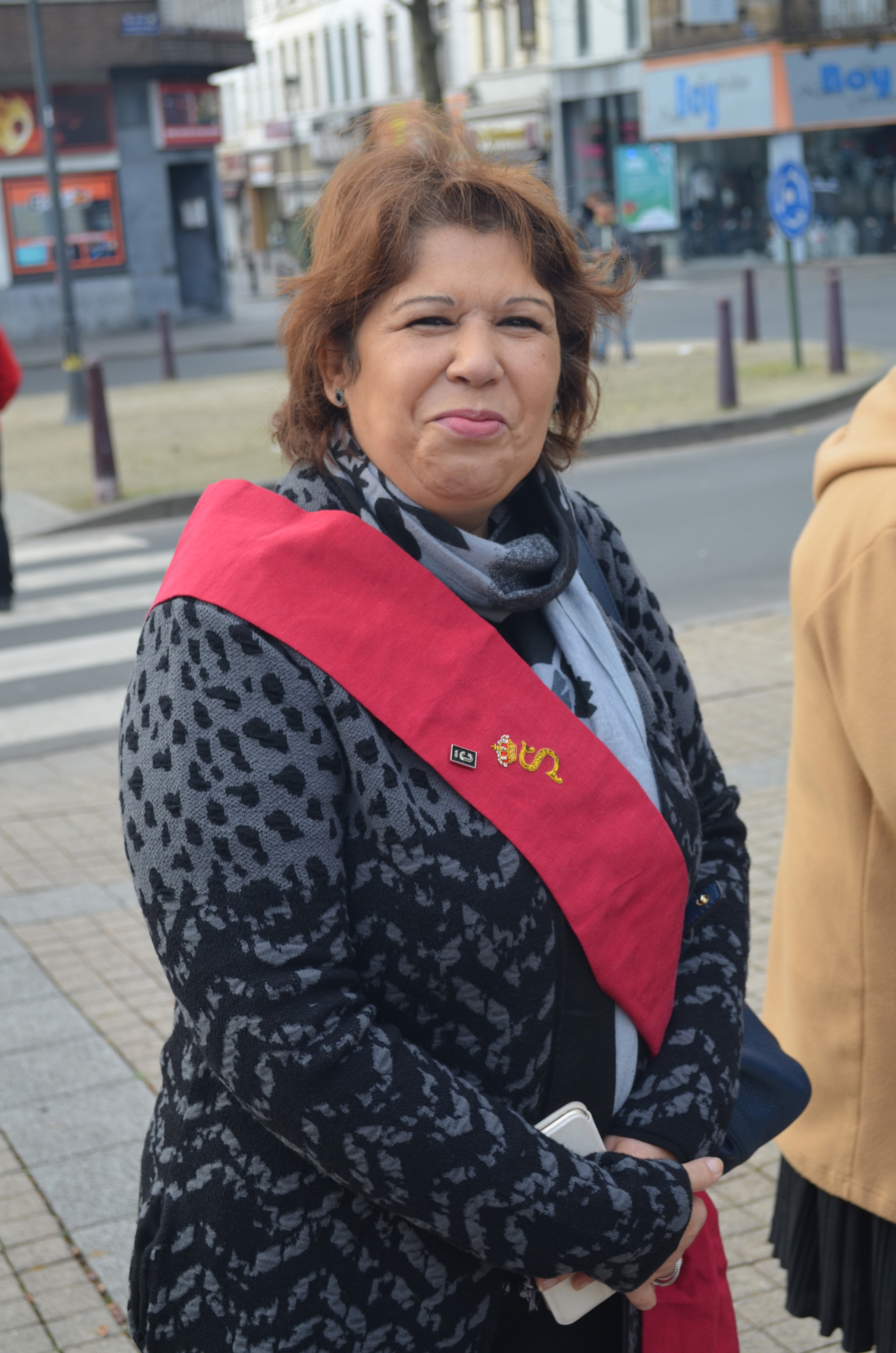
De Belgische senatrice Latifa Gahouchi met de sjerp van de Senaat
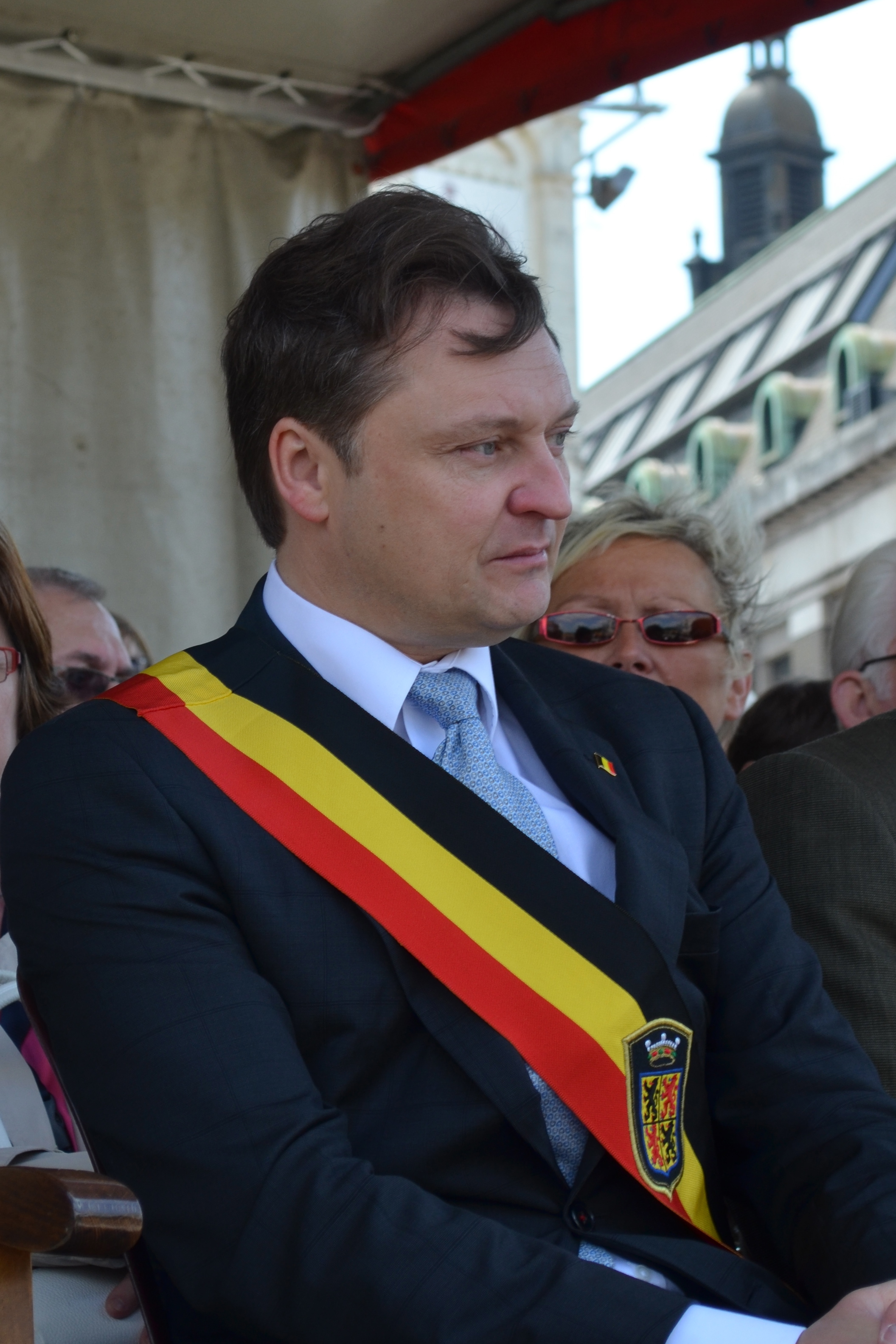
Tommy Leclercq, Gouverneur van Henegouwen met een tricolore gouverneurssjerp.
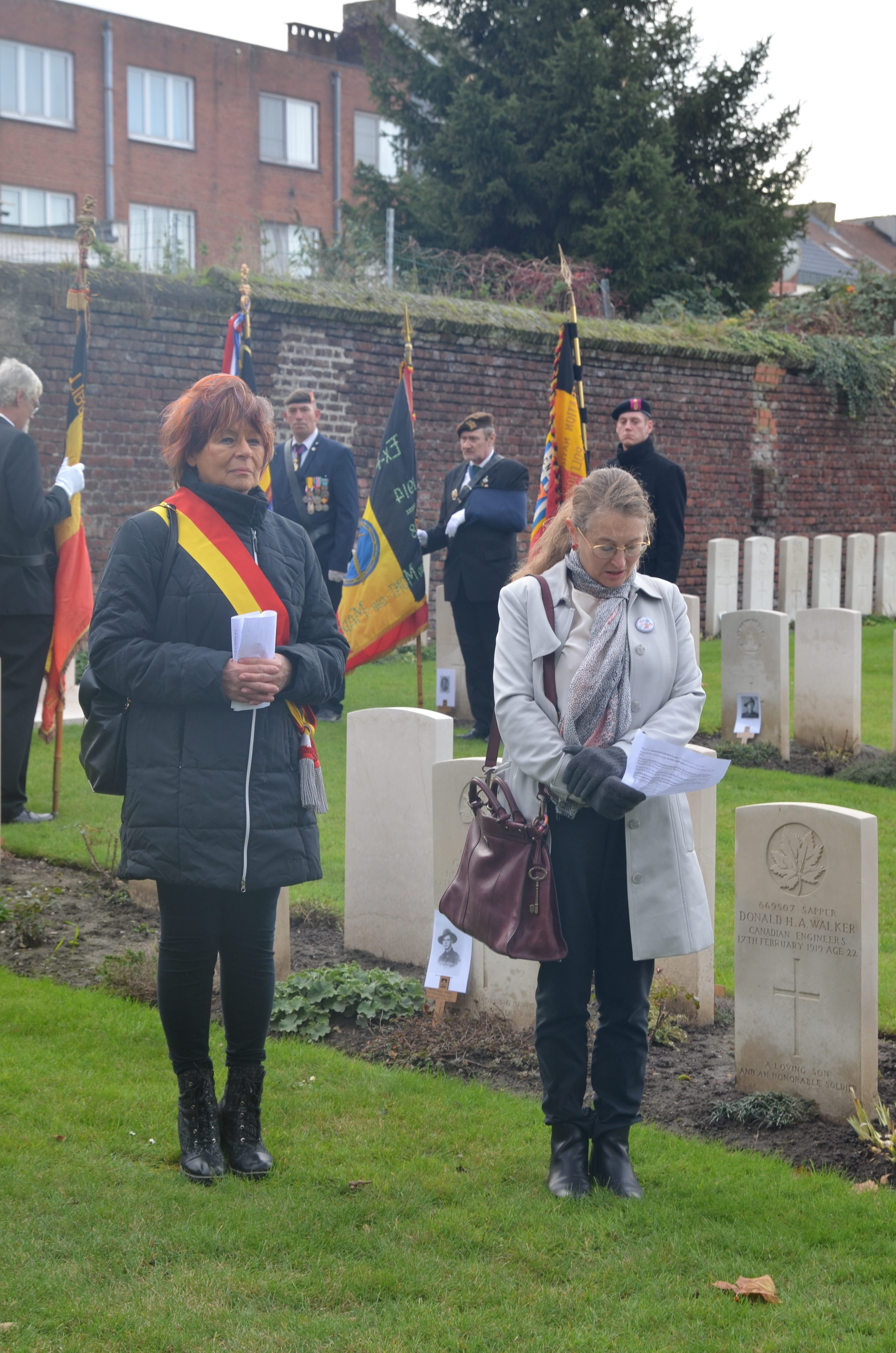
Een schepene uit Charleroi met een sjerp in Waalse kleuren

### Europees Parlement

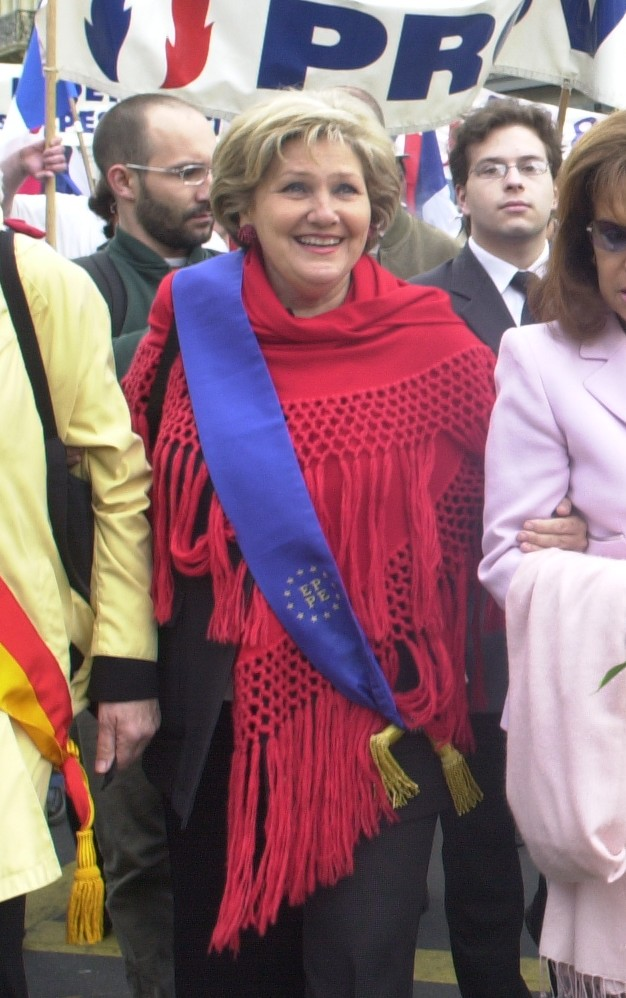
Marie-France Stirbois, Europees parlementslid uit Frankrijk.

Europese parlementsleden kunnen een sjerp dragen. Hiermee wil het parlement de zichtbaarheid van zijn leden vergroten. 

## Grootlint
Bij een ridderorde spreekt men van een grootlint. Dit is iets anders; een grootlint wordt meestal wel als een sjerp schuin over de schouder gedragen. Op de heup is dan een strik of rozet aangebracht en daaraan hangt het kleinood of grootkruis. Een orde wordt onderverdeeld in klassen en kent versierselen.

## Rooms-Katholieke Kerk

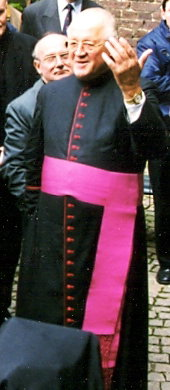
Priester met paarse eresjerp

Geestelijken in de Rooms-Katholieke Kerk dragen vaak een sjerp bij hun soutane. De sjerp wordt om het middel gedragen. De sjerp bestaat uit een deel dat het lichaam omtrekt en een afhangend deel over linkerbeen. Het afhangende deel is versierd met knopen. De sjerp komt voor in vier kleuren:
- zwart voor de diaken en de priester.
- paars voor de priester met een eretitel en de bisschop.
- rood voor de kardinaal.
- wit (met goud) voor de paus.

## De cordons van de vrijmetselarij
Tijdens de bijeenkomsten in de loge dragen ook de vrijmetselaren sjerpen, brede linten over de schouder. Ook deze komen bijeen op de heup en ze worden "cordon" genoemd. Het woord sjerp wordt niet gebruikt. In het Cultureel Maçonniek Centrum 'Prins Frederik' in 's-Gravenhage is een verzameling van deze cordons bijeengebracht.

## Kungfu
Bij kungfu worden sjerpen gedragen in plaats van banden, zoals bij Japanse vechtkunsten en vechtsporten. In China is een sjerp, ook wel 'sash' genoemd, veel glimmender van kleur dan de katoenen banden die bij bijvoorbeeld judo en karate gebruikt worden. Bij bijvoorbeeld Choy Li Fut zijn de kleuren er in geel, oranje, groen, blauw, paars, rood, bruin en zwart en zwart met wit. De rode sjerp (sash) is het meest bekend  en wie deze draagt is bevoegd om les te geven. Ook de kleding is bij kungfu vaak sierlijker en niet of minder geschikt om grepen en worpen mee te oefenen, wat zal leiden tot het scheuren van de kleding. Er zijn wel speciale pakken, waarin katoen is verwerkt, die wel geschikt zijn. Er zijn ook vele beoefenaars die in vrijetijdskleding (vooral studenten die nog niet zo lang kungfu beoefenen, of als er informeel geoefend wordt) kungfu beoefenen. Bij Japanse krijgskunsten is dit vrijwel ondenkbaar.

## Studentenleven
Studentenverenigingen en -korpsen gebruiken vaak ook een sjerp om iemands functie en rang in de vereniging aan te geven. In België spreekt men meestal van een lint. Het lint heeft de kleuren van de vereniging en op borsthoogte staat het wapenschild of logo, daaronder wordt meestal de functie van de drager vermeld. Het lint is een teken van samenhorigheid en draagt bij aan de herkenbaarheid en uitstraling van de vereniging naar buiten toe.
De presens (voorzitter) heeft het breedste lint, het lint van presidiumleden (bestuursleden) is smaller en gedoopte leden hebben een dun lint zonder wapenschild of functie.

### Voorbeelden

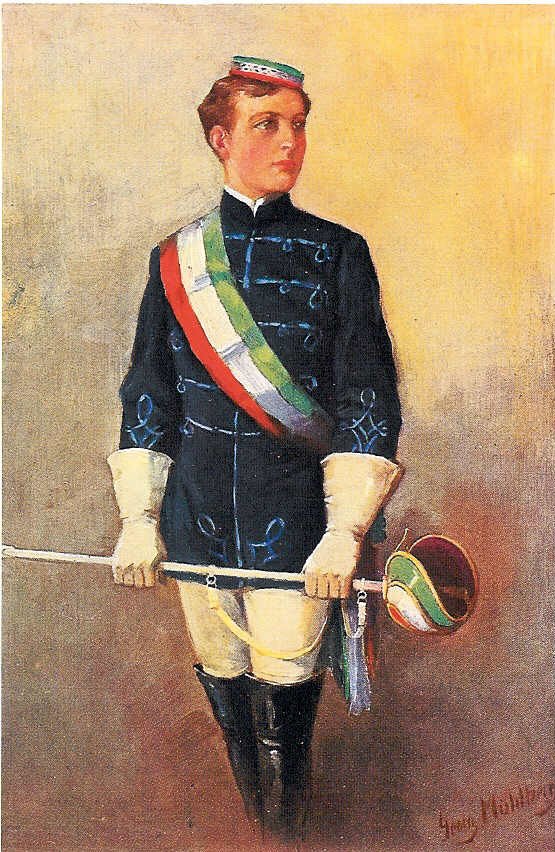
"Zum ersten Mal in Wichs", een schilderij van rond 1900 waarop een lid van K.A.V. Lovania Leuven wordt afgebeeld die voor het eerst in "couleur" (met attributen) verschijnt.
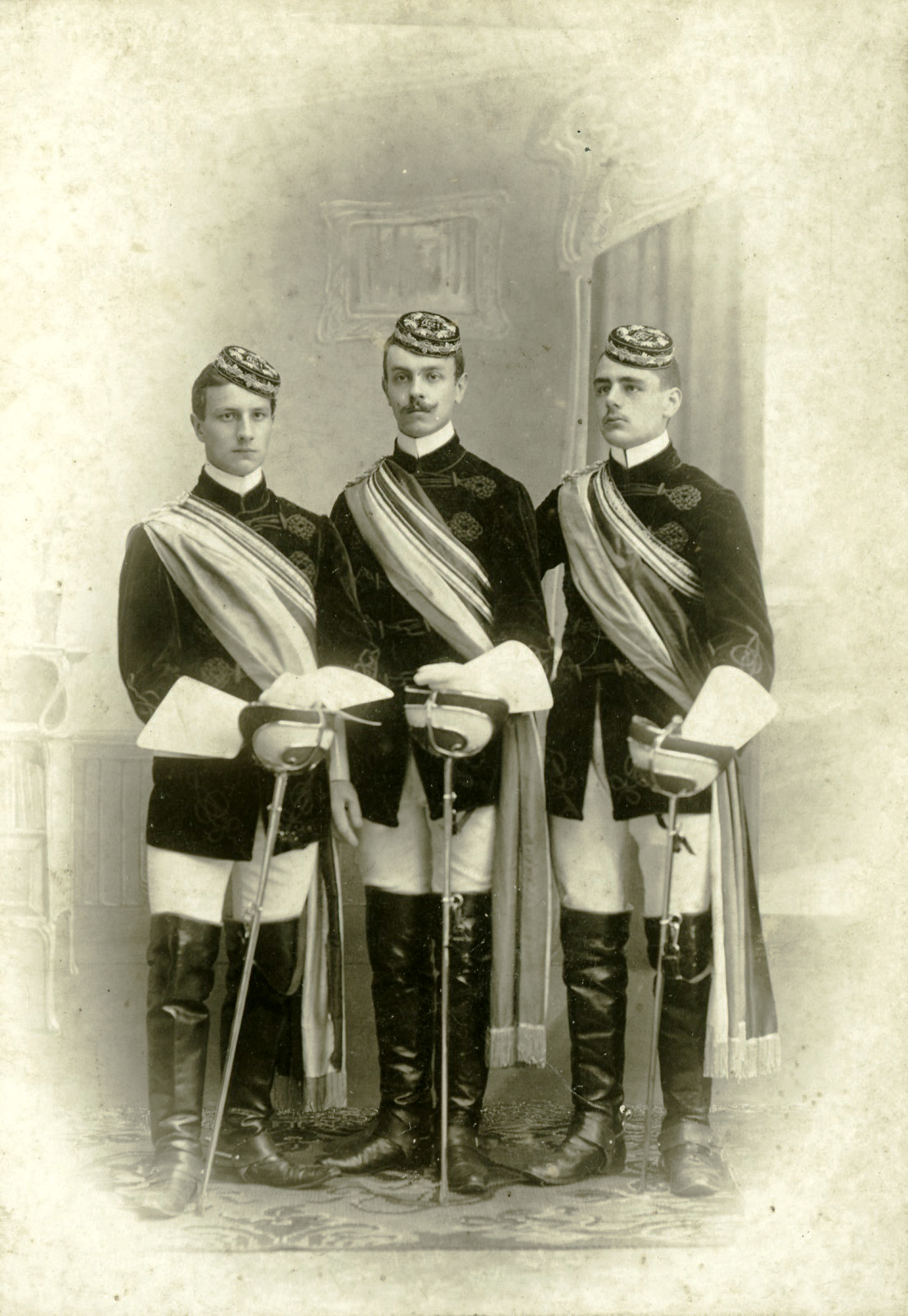
Leden van de Rostocker Wingolf in 1904.
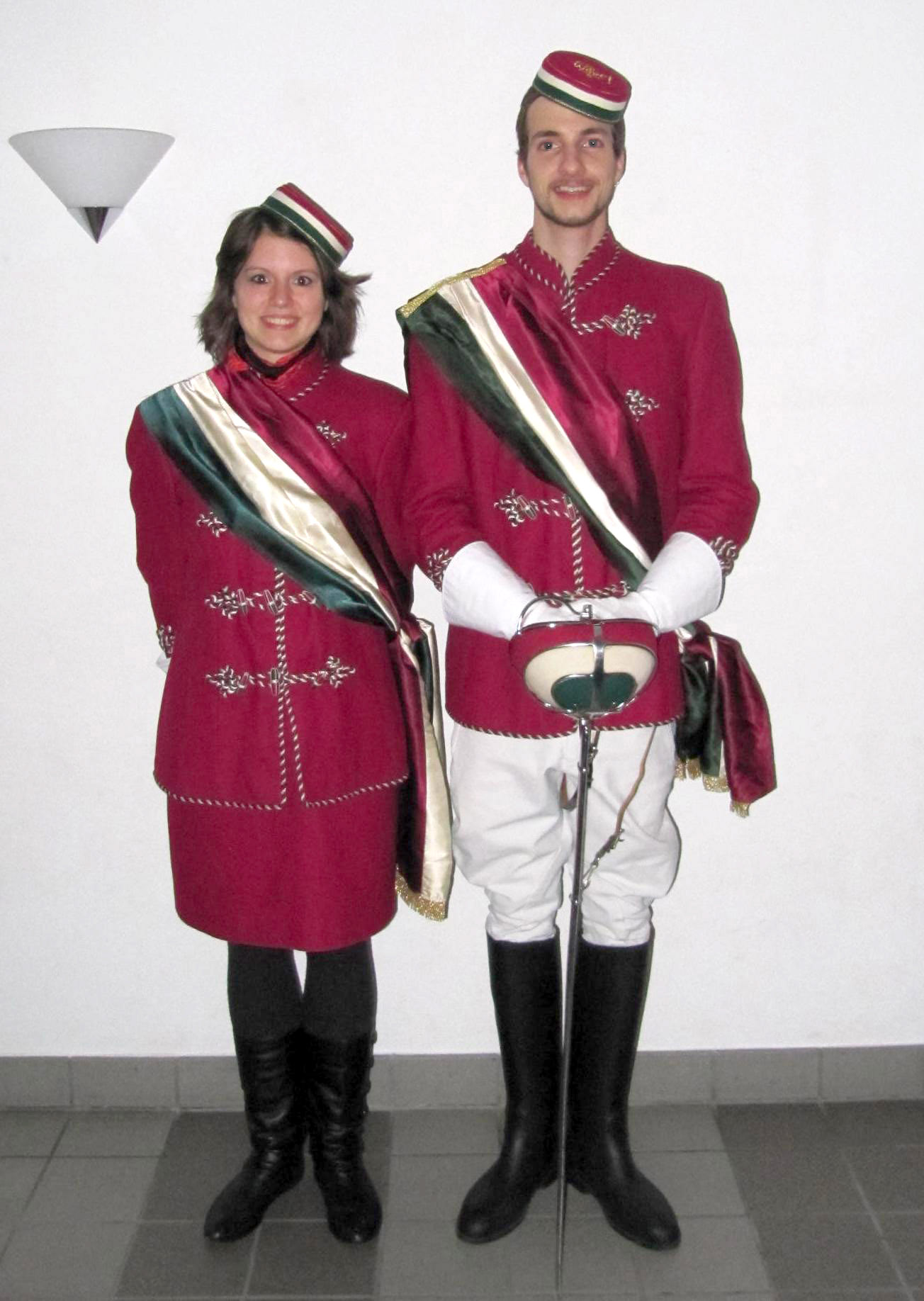
Leden van de Akademische Verbindung Welfen uit Zürich.

## Voornaam
Sjerp is ook een Friese voornaam die in de eenentwintigste eeuw bijna niet meer voorkomt.